# Komplement grafu

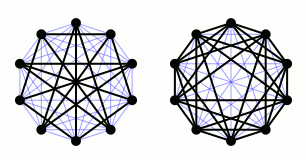
Petersenův graf (vlevo) a jeho komplement (vpravo)

Komplement nebo doplněk grafu je graf, který má stejný počet vrcholů a mezi nimi právě ty hrany, které v původním grafu chybí.
Komplement grafu {\displaystyle G\ } je tedy graf {\displaystyle G_{0}\ } pro který platí:
{\displaystyle V=V_{0}\ } A pro každé dva různé vrcholy {\displaystyle u,\ v} platí {\displaystyle {u,v}\in E} právě tehdy pokud {\displaystyle {u,v}\notin E_{0}}. Graf {\displaystyle G_{1}=(V,E\cup E_{0})} je tedy úplným grafem.
Grafy {\displaystyle G\ } a {\displaystyle G_{0}\ } se nazývají komplementární grafy.

## Vlastnosti
- Komplement úplného grafu je graf bez hran.
- Komplement triviálního grafu je triviální graf.